# NGC 2976
NGC 2976 este o galaxie spirală situată în constelația Ursa Mare. A fost descoperită în 8 noiembrie 1801 de către William Herschel. Se află la o distanță de 3,66 megaparseci de Pământ.